# Shin’ichi Mukai
Shin’ichi Mukai (japanisch 向 慎一 Mukai Shin’ichi; * 15. Juni 1985 in Yokohama, Präfektur Kanagawa) ist ein ehemaliger japanischer Fußballspieler.

## Karriere
Mukai erlernte das Fußballspielen in der Schulmannschaft der Toko Gakuen High School sowie in der Universitätsmannschaft der Hōsei-Universität. Seinen ersten Vertrag unterschrieb er 2008 beim Tochigi SC. Der Verein spielte in der dritthöchsten Liga des Landes, der Japan Football League. 2008 wurde er mit dem Verein Vizemeister der dritten Liga und stieg in die zweite Liga auf. 2010 wechselte er zum Ligakonkurrenten Tokyo Verdy. 2011 wechselte er zum Drittligisten AC Nagano Parceiro. 2013 wechselte er zum Ligakonkurrenten FC Machida Zelvia. 2014 kehrte er zu AC Nagano Parceiro zurück. 2016 wechselte er zum Nara Club. Bei dem Verein aus Nara stand er bis 2021 unter Vertrag.
Am 1. Februar 2022 beendete er seine Karriere als Fußballspieler.